# Bootleg Detroit
Bootleg Detroit — єдиний концертний альбом гурту Morphine. Вийшов у 2000 році на лейблі «Rykodisc». Записаний Аланом Джей Шмітом (фанатом гурту) на концерті у Сент-Ендрюс-холл у місті Детройт, штат Мічиган.

## Список композицій
1. «Intro»
2. «Come Along»
3. «Dana Intro»
4. «Mary Won't You Call My Name?»
5. «Banter 1»
6. «Candy»
7. «Sheila»
8. «Billy Intro»
9. «Claire»
10. «My Brain»
11. «Banter 2»
12. «A Head With Wings»
13. «Cure for Pain»
14. «You Speak My Language»
15. «Thursday»
16. «Banter 3»
17. «You Look Like Rain»
18. «Buena»